# Grenadas flagga
Grenadas flagga är diagonalt delad i två gula och två gröna trianglar. Kanten runt flaggan är röd med sex gula femuddiga stjärnor. En sjunde stjärna finns i mitten och de sju stjärnorna symboliserar Grenadas sju administrativa distrikt samt huvudstaden S:t George's. I den vänstra gröna triangeln finns en muskotfrukt, som är en av landets viktigaste jordbruksprodukter. Rött symboliserar mod, den gula färgen solen och det gröna jordbruket. Flaggan antogs den 7 februari 1974. Proportionerna är 3:5.